# 度支使
度支使为中国古代官制。“度支”原意是量入为出。唐制，户部的度支司掌管国家的财政收支，郎中和员外郎分别掌管收入和支出，户部侍郎则检查押署帐目。开元时，使用他官判度支。安史之乱后，以军事供应浩繁，多以户部尚书、侍郎，或他官兼领度支事务，称作度支使或判度支、知度支事，权任极重，与盐铁使、判户部或户部使合称“三司”。后唐时并为一职，称三司使。